# Heinz Günter Holtappels
Heinz Günter Holtappels (* 1954) ist ein deutscher Wissenschaftler auf dem Gebiet der Schulentwicklungs- und Schulwirksamkeitsforschung sowie Universitätsprofessor für Erziehungswissenschaft mit Schwerpunkten Schulentwicklung, Bildungsmanagement und Evaluation.

## Studium
Von 1975 bis 1980 studierte er Sozialwissenschaften an der Universität-GHS Wuppertal mit Abschluss des Diplom. Seine Promotion verfasste er 1987 in Sozialwissenschaften zum Thema: „Schülerprobleme und abweichendes Verhalten aus der Schülerperspektive“, 1994 folgte die Habilitation zum Thema: „Ganztagsschule und Schulöffnung – Perspektiven für die Schulentwicklung“.

## Wissenschaftliche Tätigkeit
- Wiss. Mitarbeiter in Forschung und Lehre an der Berg. Universität-GHS Wuppertal (1980–1984), Universität Dortmund/IFS (1984–1992), Universität Bielefeld (1995–1996); als Lehrender nebenamtlich in der Pädagogen-Fortbildung (1981–1992).
- Vertretungsprofessuren an den Universitäten Essen (1993–1994) und Osnabrück (1994–1995), Privatdozent an der Universität Dortmund (1994–1996).
- Universitätsprofessor für Schulpädagogik, Schwerpunkt Grundschule in Forschung und Lehre, an der Hochschule Vechta, Institut für Erziehungswissenschaft (1996–2001), 1997–1999 als Direktor des Instituts.
- Universitätsprofessor für Erziehungswissenschaft im Institut für Schulentwicklungsforschung (IFS) der Technischen Universität Dortmund (2001–2020), 2002 bis 2005 geschäftsführender Direktor des IFS; seit 07/2020 befindet er sich im Ruhestand.
- Ab 2020 in freiberuflicher Tätigkeit in der schulbezogenen Beratung und Fortbildung sowie in der Beratung für die Schulentwicklungsplanung.
- Holtappels führte in rund vier Jahrzehnten über 40 bedeutende Forschungs- und Entwicklungsprojekte durch und ist insbesondere in der empirischen Forschung zur Schulentwicklung und zur Ganztagsschule ausgewiesen und in deutschland einer der führenden Experten.
- Insgesamt zählt sein Werk fast 400 Publikationen in nationalen und internationalen wissenschaftlichen Veröffentlichungen. Dabei hat er zahlreiche Bücher verfasst beziehungsweise herausgegeben, zudem Publikationen in Sammelbänden und Fachzeitschriften sowie in Form von über Forschungsberichten und Expertisen.
- Holtappels hielt weit über 400 einschlägige wissenschaftliche Vorträge, davon über 100 im Ausland (meist in englischer Sprache), in 27 Staaten und fünf Kontinenten. Wissenschaftliche Fortbildung zum Bildungs- und Schulbereich führte er bisher in zahlreichen Bundesländern und im Ausland durch.